# Radulodon venustus
Radulodon venustus är en svampart som beskrevs av Hjortstam & Ryvarden 2000. Radulodon venustus ingår i släktet Radulodon och familjen Meruliaceae.   Inga underarter finns listade i Catalogue of Life.